# Роата (Кунео)
Роата је насеље у Италији у округу Кунео, региону Пијемонт.
Према процени из 2011. у насељу је живело 127 становника. Насеље се налази на надморској висини од 389 м.